# Stadion AWF-u w Białej Podlaskiej
Stadion AWF-u – stadion lekkoatletyczny w Białej Podlaskiej, w Polsce. Obiekt może pomieścić 2000 widzów. W dniach 24–26 czerwca 2005 roku rozegrane zostały na nim 81. Mistrzostwa Polski w lekkiej atletyce.